# Aeroportul Bălți-Oraș
Aeroportul Bălți-Oraș (rusă Аэропорт Бельцы-Город) (ICAO: LUBA) a fost al doilea cel mai mare aeroport din Moldova și unul dintre cele două aeroporturi civile importante din Bălți (cel de al doilea fiind Aeroportul Internațional Bălți-Leadoveni aflat în suburbia Municipiului Bălți la Corlăteni). 
Înființat după cel de-al Doilea Război Mondial pentru a înlocui principalul aerodrom militar al Moldovei de la Bălți (situat în suburbia bălțiană Singureni), aeroportul civil Bălți-Oraș a fost al doilea cel mai aglomerat aeroport din Moldova pe segment al curselor  aeriene interne moldovenești și sovietice până la sfârșitul anilor 1980, când a intrat în funcțiune cel de-al doilea aeroport din Bălți, Aeroportul Internațional Bălți-Leadoveni. 
Aeroportul Bălți-Oraș a încetat să mai desfășoare activități aeroportuare și de navigație aeriană în 2010, ca urmare a transferului tuturor bunurilor imobile și terenurilor aeroportului către Zona economică liberă Bălți, cu condiția ca Zona Economică Liberă Bălți să construiască bunuri imobile la Aeroportul Internațional Bălți-Leadoveni pentru a înlocui bunurile imobile primite de la Aeroportul municipal Bălți-Oraș.
Aeroportul Bălți-Oraș este situat în limitele estice ale zonei urbane Bălțiului vizavi de suburbia orașului Bălți, satul Elizaveta, care face parte din Municipiul Bălți, la o distanță de 3,2 km de centrul orașului Bălți. Aeroportul este format dintr-un terminal de pasageri (cu centrul de control de navigație aeriană încorporat în terminal) care servește drept aerogara pentru zborurile interne moldovenești și pentru zborurile interne sovietice, aerodromul cu două piste cu suprafața gazon și multiple locuri de parcare pentru avioane și elicoptere și peron parțial asfaltat, precum și din hangare pentru aeronave, elicoptere și cargo și alte clădiri asigurând procesul tehnologic aeroportuar inclusiv și cămin pentru piloți. În 1977, numărul de zboruri interne de la Chișinău la Bălți a depășit de 7 ori numărul de zboruri către orice altă cea mai solicitată destinație internă din Moldova. În timpul existenței sale, aeroportul Bălți-Oraș a deservit aproximativ 30 de destinații: atât destinații interne locale, cât și către republicile sovietice vecine (RSSU, RSFS Rusă).
În perioada sovietică, Aeroportul Bălți-Oraș a fost un hub pentru avioanele și helicopterele ale companiilor aeriene Aeroflot, ale Unității de aviație combinate Bălți (din care face parte unitatea de aviație civilă Bălți Nr. 281) sub tutela Direcției pentru Aviația Civilă din RSSM, cu escadroane civile aeriene din Bălți la aeroportul Chișinău și la aerodromul Bender, precum că pentru avioanele și helicopterele ale companiei Moldaeroservice. 

## Istoric

### Crearea

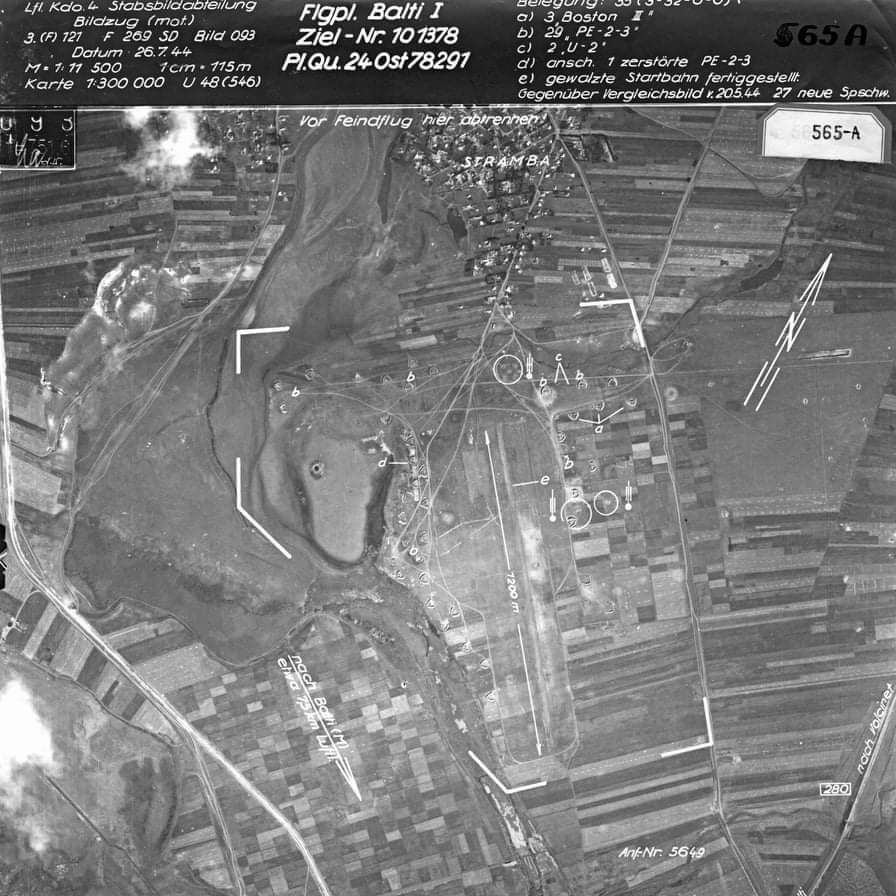
Vedere aeriană realizată de Luftwaffe în 1944 a aerodromului militar din Bălți, situat la Singureni

În timpul celui de-al Doilea Război Mondial, principala bază militară aeriană din Basarabia și din regiune a fost amplasată la Bălți, în afara zonei urbane urbanizate bălțene, în satul vecin Singureni. Aerodromul militar Bălți de la Singureni avea 5 aerodromuri avansate implementate de IAP-55, dintre care 2 în RSS Moldovenească și 3 în RSS Ucraineană. După căderea Bălțiului sub jurisdicție sovietică și până la sfârșitul celui de-al Doilea Război Mondial, Aeroflot a venit la Bălți din fuziunea dintre Ukrvozdukhput și Dobroliot la 1 noiembrie 1930 (Dobroliot provine din Deruluft, o companie germano-rusă fondată la 8 noiembrie 1921). Dezvoltarea aviației civile în regiunea de nord a Republici Sovietice Socialiste Moldovenești a continuat după 1944, când două avioane Polikarpov Po-2 au aterizat pe fostul aerodrom militar Bălți din Singureni, urmate de un Yakovlev Yak-12 de la Chișinău. Aeronavele aparțineau filialei moldovenești a companiei Aeroflot.
În perioada postbelică, aviația civilă a fost necesară în absența unei rețele complete de drumuri funcționale. În 1946, regimentul de bombardiere Lisunov Li-2 a fost transferat la Bălți. Regimentul avea cel puțin 35 de Li-2, ale căror versiuni militare puteau transporta aproximativ două tone de bombe, în timp ce versiunile civile efectuau zboruri regulate de pasageri (în special Bălți-Chișinău), transportând aproximativ 25 de pasageri. . Astfel, la 15 mai 1947, pe baza acestui aerodrom la Singureni a fost deschisă baza de servicii de zbor din Bălți. În același an, trei Iakovlev Iak-12 au fost trimise de la Chișinău la Bălți, transportând poșta civilă și cargo, iar în anul următor au fost folosite pentru zboruri de pasageri, precum și pentru transportul de la Bălți personalului medical în localități, pentru transportul bolnavilor grav la spitalele din Chișinău și pentru zboruri în agricultură și silvicultură. Avioanele menționate mai sus au livrat corespondența către următoarele destinații de la Bălți: Cuhnești, Ocnița, Glodeni și, la necesitate, au livrat 1-2 pasageri la Chișinău.
Primii ani de operațiuni de aviație civilă de după cel de-al Doilea Război Mondial pe aerodromul militar din Singureni au scos la iveală deficiențele infrastructurii militare de acolo pentru zborurile civile regulate, printre care se numără depărtarea de centrul orașului Bălți pentru aeronave care nu necesitau pista lungă și absența drumului magistral M14 construit ulterior, care leagă azi Bălți de Aeroportul Internațional Bălți-Leadoveni din Corlăteni, satul vecin cu Singureni. Din aceste considerente a fost luată decizia de a crea un aeroport civil în limitele orașului Bălți, în special pentru a facilita deservirea zborurilor interne cu avioane ușoare.

### Dezvoltarea

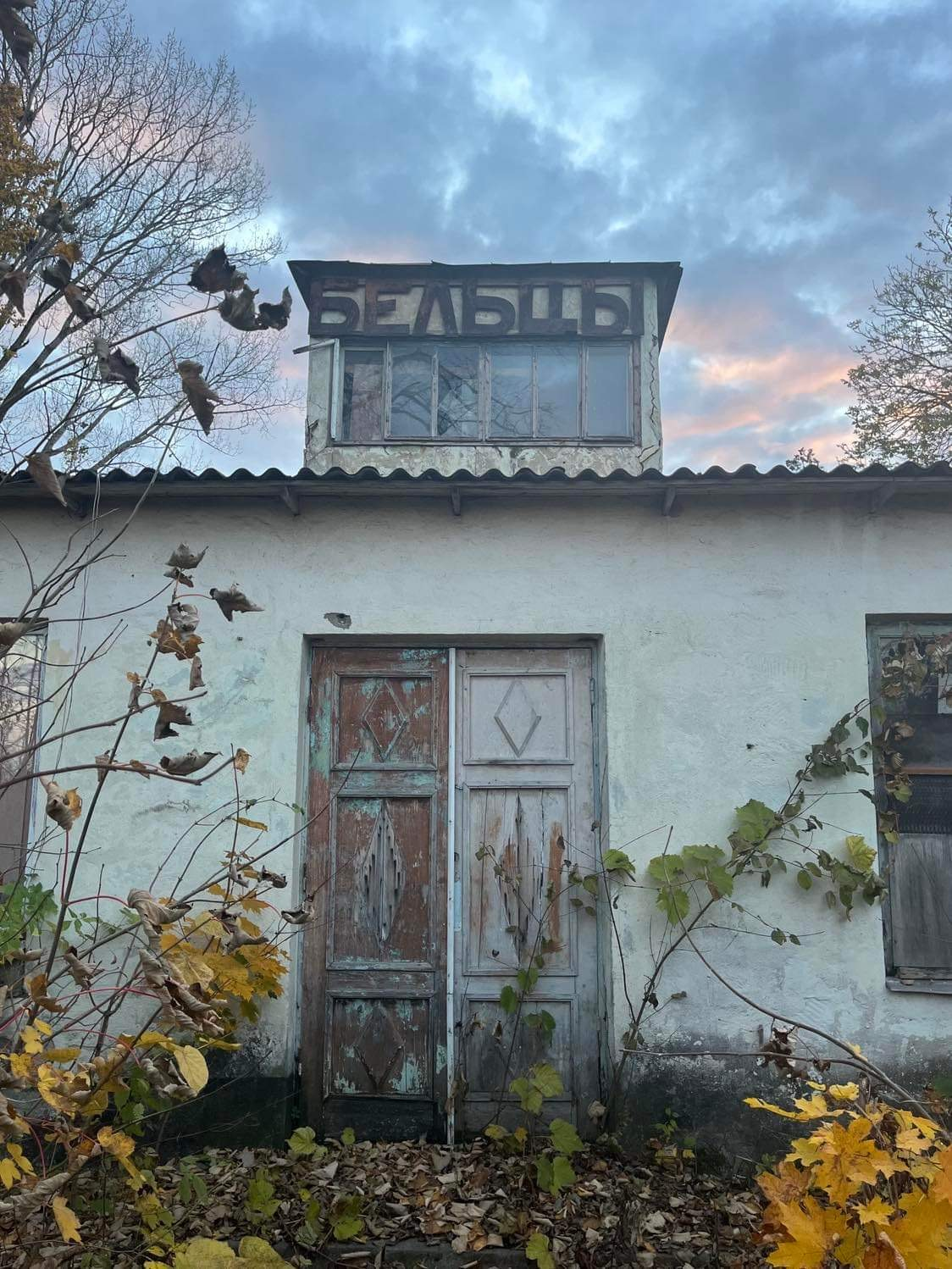
Aerogara Aeroportului Bălți-Oraș din 1954 - vederea spre accesul aterizări de pe peronul aerodromului

Zboruri regulate de la Chișinău la Bălți, 1977. În perioada postbelică Aeroportul Bălți-Oraș devine repede cel de-al doilea hub de aviație civilă din RSS moldovenească.
În 1954, aerogara nou construită la Aeroportul Bălți-Oraș a fost dată în folosință, iar aeronavele militare Lisunov Li-2 modificate în aeronave civile au început să aterizeze de la Bălți la Lviv, Ivano-Frankivsk și Cernăuți. Primul comandant de escadrilă civilă al Întreprinderii de aviație din Bălți a fost A.N. Voronțov.
Din 1961, Aeroportul Bălți-Oraș a început să primească aeronave Iliușin Il-14 pentru aterizarea și transportul pasagerilor pe rute interurbane către cele mai îndepărtate orașe din fosta Uniunea Sovietică cu aeronave Aeroflot.
În septembrie 1969 a fost format Regimentul de aviație combinat Bălți (rusă Бельцкий ОАО). Toate helicopterele și aeronavele Antonov An-2 și Iakovlev Iak-12 din regimentul de aviație civilă nr. 253 al Regimentului de aviație combinat Chișinău (deci toate aeronavele și helicopterele menționate mai sus ale Direcției pentru aviație civilă a Republicii sovietice socialiste moldovenești au fost transferate în dotarea regimentului de aviație civilă nr. 281 (rusă Бельцкий авиаотряд №281) al Regimentului de aviație combinat Bălți. Pe aerodromul din Bender (Tighina) a fost staționată o escadrilă civilă (rusă авиазвено) a regimentului de aviație civilă nr. 281 alcătuită din 2-3 aeronave Antonov An-2 și 1-2 helicoptere Mil Mi-1. Pe aeroportul Chișinău a fost staționată o escadrilă civilă a regimentului de aviație civilă nr. 281 alcătuită din 4-5 aeronave Antonov An-2 pentru misiunile sanitare și cursele aeriene locale.

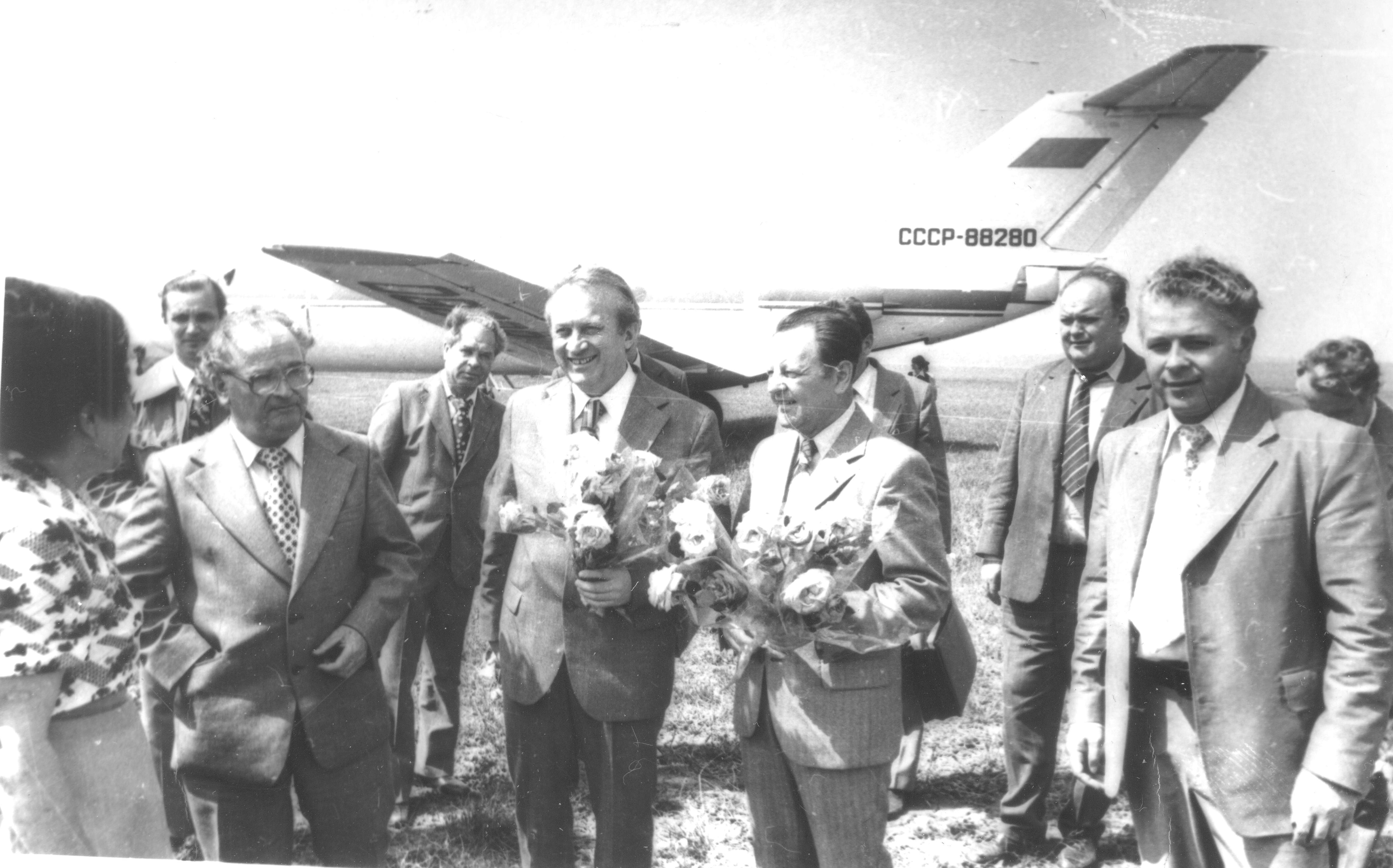
29 mai 1979: un Iakovlev Iak-40C2 (СССР-88280) pe aeroportul Bălți (Aeroportul Bălți-Oraș). Plecarea lui Jozef Lenárt și Miloš Jakeš din Republica Sovietică Socialistă Moldovenească. În prim-plan (de la stânga la dreapta): Ivan Bodiul (al doilea de la stânga), prim-secretar al CC al PC din Moldova, Jozef Lenárt, prim-secretar al CC al PC din Slovacia, Miloš Jakeš, secretar al CC al PC din Cehoslovacia și Semion Grossu, președintele Consiliului de Miniștri al RSS Moldovenești, la aeroportul din Bălți.

Aeroportul avea o suprafața de 136,49 ha și era administrat de ÎS „Moldaeroservice”, fondată de către Ministerul Transporturilor și Infrastructurii Drumurilor. 
Spre sfârșitul anilor 80 ale secolului XX, traficul pasagerilor la Aeroportul Bălți-Oraș a început să scadă din cauza apariției legăturilor terestre cu autobuze pe drumurile noi în RSS moldovenească și din cauza creșterii călătoriilor lung-curier cu aeronave reactive - atunci în 1987 au fost finalizate lucrările de șantier ale pistei noi capabile să deservească aeronave de tip Tupolev Tu-134, Tupolev Tu-154 și Iliușin Il-76. De atunci au început să fie operate curse regulate cu Tupolev Tu-134 și Antonov An-24 de la la Aeroportul Internațional Bălți-Leadoveni. Până 2010 Aeroportul Bălți-Oraș, împreună cu pistele pentru elicoptere, a fost folosit în domeniul serviciilor publice, al agriculturii, cât și pentru zboruri ocazionale și de scurtă durată între raioanele Republicii Moldova.

### Hotărîrea Guvernului din 2010
Aeroportul Bălți-Oraș a existat din perioada postbelică până în anul 2010, când Guvernul Republicii Moldova a decis să transfere terenul Aeroportului Bălți-Oraș către Zona economică liberă Bălți, cu obligația ca aceasta să construiască imobile la Aeroportul Internațional Bălți-Leadoveni în schimbul imobilelor primite de la Aeroportul Bălți-Oraș. Până în prezent, Zona economică liberă Bălți nu și-a îndeplinit obligația de a construi noi imobile la Aeroportul Internațional Bălți-Leadoveni.
Prin Hotărârea Guvernului nr.983 din 19 octombrie 2010 „Cu privire la transmiterea unor bunuri imobile” (completată prin Hotărârea Nr. 1199 din 31.10.2016), tot terenul aeroportul s-a transmis în gestiunea Ministerului Economiei pentru utilizare în vederea extinderii activității ZEL „Bălți”. Conform studiului de fezabilitate întocmit de Ministerul Economiei în 2011, pe terenul primit de ZEL Bălți erau preconizate să fie create un parc industrial și un incubator de afaceri, obiectivele strategice a creării parcului industrial în cadrul subzonei nr.3
ZEL „Bălți” fiind: atragerea investițiilor autohtone și străine în Municipiul Bălți, majorarea ponderii sectorului industrial al municipiului și Regiunii de Dezvoltare Nord în volumul total industrial prin reînnoirea unor sectoare industriale competitive pe baza tehnologiilor moderne și inovaționale, preluarea practicilor operaționale a companiilor străine în activitățile de producere industrială, desfășurarea activităților economice în concordanță cu oportunitățile de dezvoltare specifice Regiunii de Dezvoltare Nord, inclusiv utilizarea mai eficientă a patrimoniului public, crearea locurilor de muncă în cadrul parcului industrial, dezvoltarea resurselor umane prin creșterea calității de formare profesională în cadrul parcului.
Astăzi, în pofida prevederilor studiului de fezabilitate, pe terenul aeroportului Bălți-Oraș transferat Zonei economice libere Bălți au fost construite inclusiv mai multe clădiri și complexe de agrement și distracții aflate nemijlocit în teritoriul ZEL Bălți extins, printre care: Goldhaus Bier & Steakhaus (restaurant și sala de recepții) pe str. Aerodromului 1, și parcul acvatic și centrul spa Aqua Fantastic pe str. Aerodromului 1.
Clădirea fostului cămin al piloților (str. Aerodromului 1a) este astăzi utilizată ca clubul de echitație Bălți ocupând și o parte de terenuri ale Aeroportului Bălți-Oraș.
Sediul Moldaeroservice rămâne în clădirea aerogării construite în 1954 pe str. Aerodromului 12, nemijlocit în fața stației terminale ale troleibuzelor “Aeroport”.

## Accesul și transportul terestru
Aeroportul orașului Bălți este situat direct în Bălți, la granița de est, lângă "Autogara", la ieșirea din Bălți spre Soroca, vizavi de satul Elizaveta, la 3,2 km de centrul orașului Bălți și este accesibil cu liniile de troleibuz 1, 3 și 4. De-a lungul aeroportului se află drumurile naționale R13 și R14 (parțial șoseaua de centură din Bălți).

### Transport public

#### Tren
Aeroportul Bălți-Oraș se află la 3,7 km (7 minute cu mașina) de Gara de Nord Bălți și la 4 km (9 minute cu mașina) de Gara Centrală Bălți. Nu există o gară situată direct la Aeroportul Bălți-Oraș.

#### Troleibuz, autobuz și microbuz

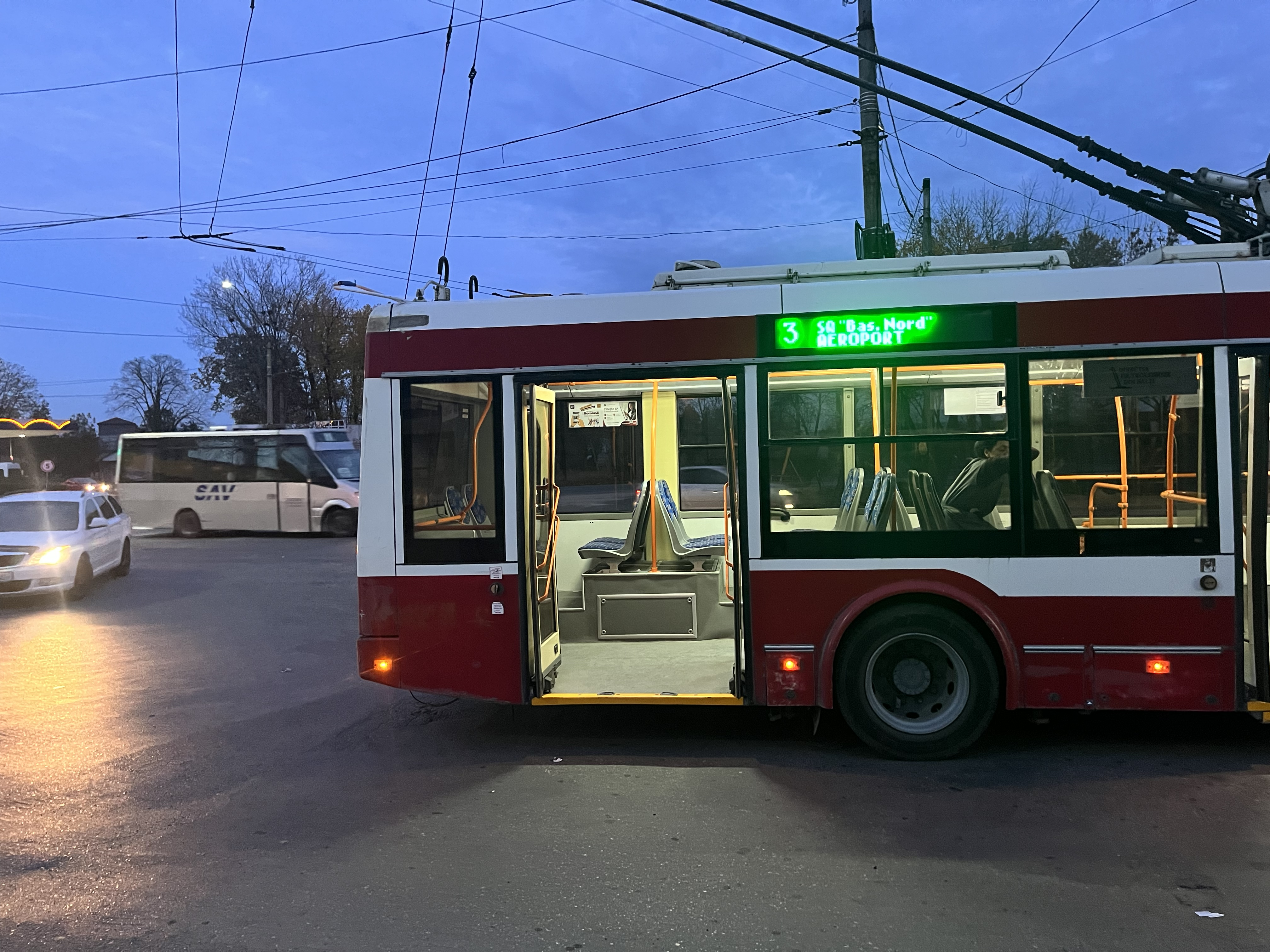
Troleibuzul Bălți numărul 3 la terminalul "Aeroport".

Majoritatea troleibuzelor, autobuzelor și taxiurilor de rută pleacă de la stația "Aeroport" (10 minute până la stația “Centru”) sau de la stația "Autogara" (situată la 1,2 km de la aeroport, la 3 minute de mers cu mașina):
- troleibuze: 1, 2, 2a și 3
- autobuze: 16, 25
- maxi-taxi/microbuzuri: 1, 18 și 25

#### Accesul la hoteluri
Cele mai apropiate hoteluri de Aeroportul Bălți-Oraș sunt VisPas (1,2 km, 2 minute de mers cu mașina) și Astoria (2 km, 3 minute de mers cu mașina). La restul hotelurilor din Bălți se poate ajunge cu transportul public sau cu taxiul.

#### Taxiuri
Taxiurile sunt disponibile la comanda.
La aeroport nu există stații permanente de taxi.

#### Autoturism
Aeroportul Bălți-Oraș se află la 3,2 km (6 minute de mers cu mașina) de la centrul orașului Bălți. Accesul la strada Aerodromului, unde se află Aeroportul Bălți-Oraș, este posibil prin intermediul străzii centrale Ștefan cel Mare, drumurilor naționale R13 (dinspre Bălți spre est, prin Florești spre Rîbnița) și R14 (o parte a șoselei de centură din jurul orașului Bălți).

#### Ciclism
Nu există o rută de biciclete către Aeroportul Bălți-Oraș.

## Operator
În 1958 a fost formată escadrila civilă Bălți (rusă Бельцкая АЭ - Авиационная Эскадрилья) pe lângă Grupului special de aviație al Flotei aeriene civile moldovenești (rusă Молдавская ОАГ ГВФ - Особая Авиационная Группа Гражданского Воздушного Флота).
Din 27 iulie 1964 escadrila civilă Bălți se subordonează Grupului special de aviație al Aviației civile (rusă Молдавская ОАГ ГА - Особая Авиационная Группа Гражданской Авиации).
Între iulie 1965 și 1966 escadrila civilă combinată Bălți (rusă Бельцкая ОАЭ - Объединённая Авиаэскадрилья) se subordonează Unității de aviație combinate Chișinău (rusă Кишинёвский ОАО - Объединённый Авиационный Отряд).
Din 1966 până septembrie 1969 unitatea de aviație civilă nr. 281 (rusă 281-й ЛО (Бельцы) - Лётный Отряд) se subordonează Direcției de aviație civilă Republicii sovietice socialiste moldovenești (rusă Молдавское УГА - Управление Гражданской Авиации).
Între septembrie 1969 și februarie 1978 Unitatea de aviație combinată Bălți (rusă Бельцкий ОАО - Объединённый Авиационный Отряд) se subordonează Direcției de aviație civilă Republicii sovietice socialiste moldovenești.
Din februarie 1978 până 1 ianuarie 1983 Unitatea de aviație combinată Bălți se subordonează Unității republicane de producție a aviației civile moldovenești (rusă Молдавское РПО ГА - Республиканское Производственное Объединение Гражданской Авиации).
Din 1 ianuarie 1983 Unitatea de aviație combinată  Bălți se subordonează Direcției de aviație civilă Republicii sovietice socialiste moldovenești.

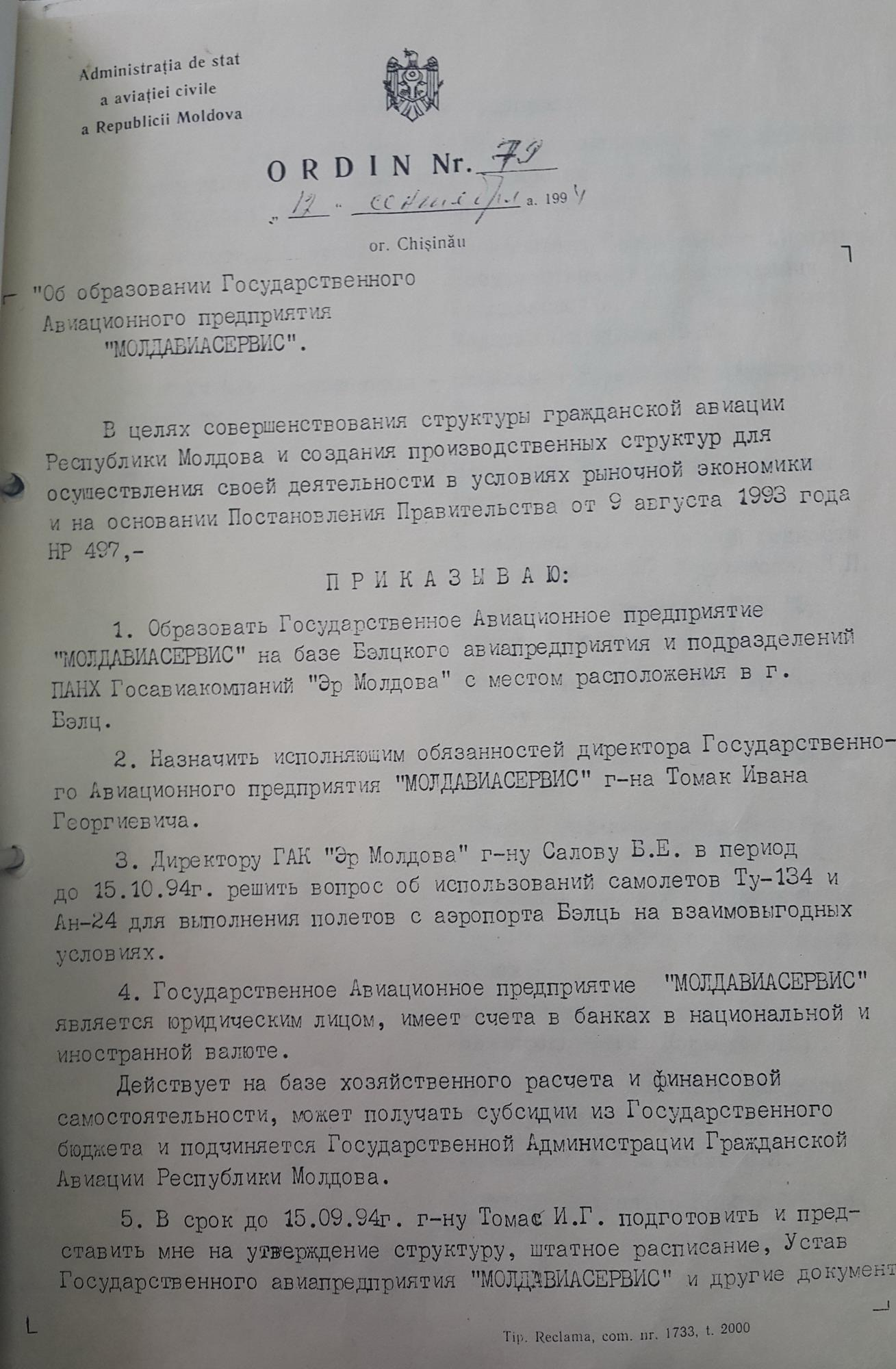
Ordin nr. 79 din 17 septembrie 1994 referitor la crearea Întreprinderii de Stat Moldaeroservice pe baza Întreprinderii de Aviație din Bălți și Air Moldova

Întreprinderea de Stat „Moldaeroservice”, a fost fondată în anul 1966 ca Unitatea de aviație civilă nr. 281 (rusă Бельцкий авиаотряд №281) a Unității de aviație combinate Bălți (rusă Бельцкий ОАО - Объединённый Авиационный Отряд) conform ordinului Ministrului aviației civile al  URSS, în baza escadrilei de civile de avioane Iakovelev Iak-12 și Antonov An-2. Împreună cu serviciile aeroportului Bălți-Oraș Unitatea de aviație civilă nr. 281 a format Unitatea de aviație combinată Bălți.
Comandatul Unității de aviație civilă nr.281 a fost numit Nicolae Zavadschii, șeful aeroportului – Petru Ovcinicov, șeful bazei deservire tehnică a escadrilei civile – Victor Șerstiuc și conducătorul Unității de aviație combinate Bălți – Vitalie Bezdenejnîh. Printre comandanții Unității de aviație combinate Bălți au fost: Alexei Liciman, Evghenii Iliacov, Anatolii Bajucov, Alexei Alexeev, Vasilii Burma, Ivan Tomac, Vladimir Rîșcovoi, Valeriu Cenin. Printre conducătorii bazei deservire tehnică a aeroportului au fost: Grigore Rotari, Boris Cabac, Victor Gherța. Serviciul de navigabilitate a fost condus de Dmitrie Covalciuc, iar serviciul de pasageri efectuat de Maria Rîbacova, Alexandr Ojegov, Leonid Soloviov. Serviciul aeroport și deservire la sol a fost condus de Petru Lobanov, Rașid Biriucov, Dmitrie Gubarev, Vasile Barabaș.
Pe întreg parcurs de dezvoltare, întreprinderea a suportat multe etape de restructurare și avansare. În 1989 a fost dată în exploatare pista betonată de decolare în aeroportul nou construit  Bălți-Leadoveni (gestionat de asemenea de Moldaeroservice) datorită căruia beneficiarii regiunii de nord a Republicii Moldova au căpătat posibilitate de călătorii aeriene în 14 orașe din fosta URSS cu avioanele de tip Antonov An-24, Tupolev Tu-134, Let L-410 Turbolet, până în anul 1993.
Odată cu destrămarea Uniunii Republicilor Sovietice Socialiste serviciu de control și supraveghere a spațiului aerian a devenit aparte, fiind delegat filialei modovenești Bălți a întreprinderii de stat „MOLDATSA”.
Unitatea de aviație combinată Bălți, devenită Întreprinderea de aviație Bălți, reorganizată în întreprinderea de stat Moldaviaserice în 1994, a fost redenumită în anul 1996 în „Moldaeroservice”. Astfel, întreprinderea devine sine-stătătoare ca Î.S.„Moldaeroservice” cu propriul bilanț, având în administrare: Aeroportul Internațional Bălți-Leadoveni (145 ha), Aeroportul Bălți-Oraș (136 ha), personal profesional, construcții și încăperi necesare pentru procesul tehnologic și productiv, aeronave de tip Antonov An-2 și helicoptere Mil Mi-2. 
În conformitate cu Autorizația de operator aerian № Md 001, emisă de Autoritatea Aeronautică Civilă a Republicii Moldova, întreprinderea efectuează următoarele operațiuni: Zboruri de Ambulanță aeriană, zboruri de observare,  zboruri pentru operațiuni de căutare – salvare,  zboruri de reclamă și agrement, zboruri în folosul sectorului agrar și silvic.
Conform certificatului MD.145.0025, Moldaeroservice est aprobată ca organizația de întreținere pentru Antonov An-2 (ASH-62IR);
Mil Mi-2 (GTD-350); C3; C5; C6; C7; C8; C9; C12; C13; C14; C18.

## Destinațiile

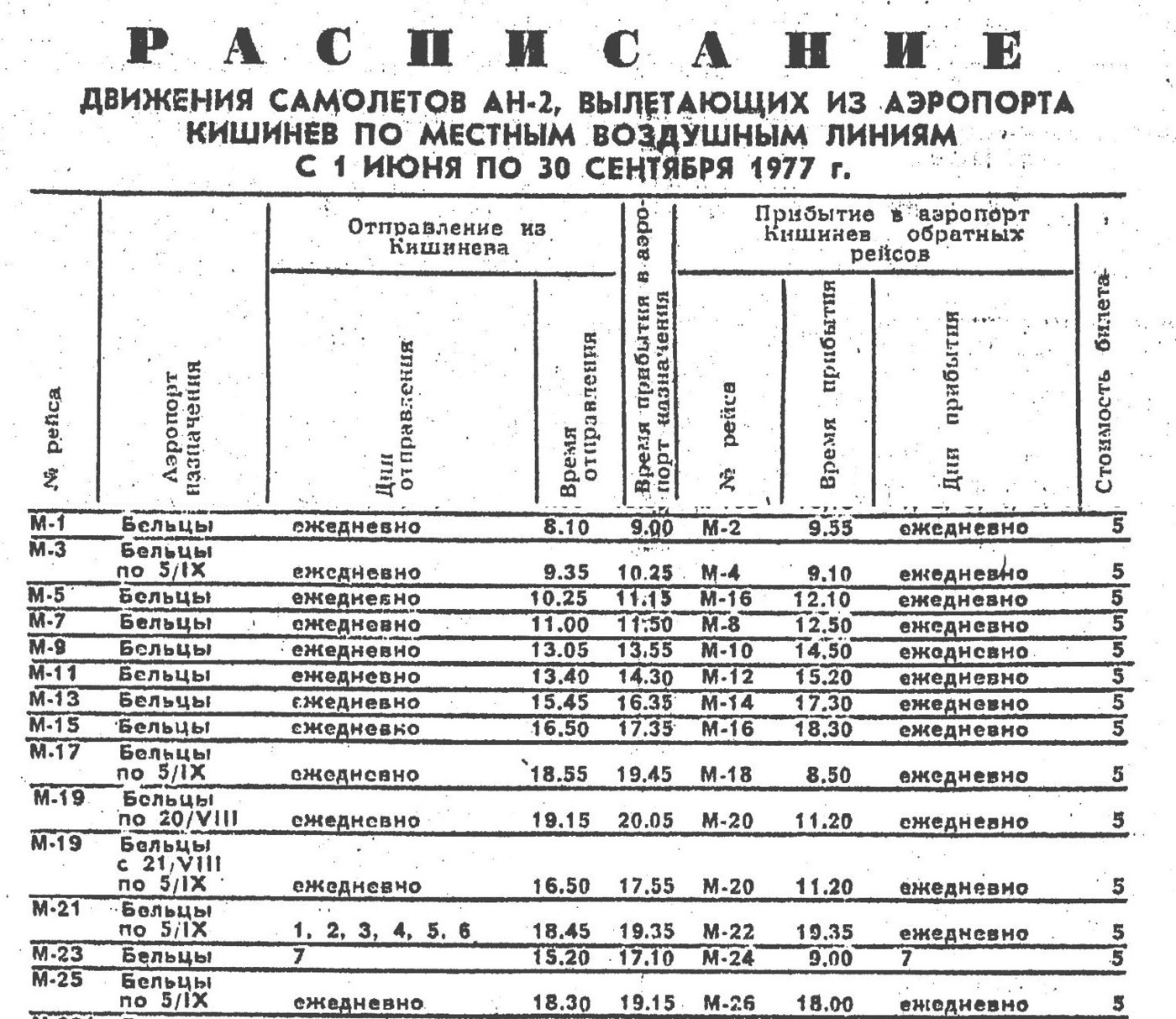
Zboruri regulate de la Chișinău la Bălți, 1977. Numărul de zboruri spre Bălți din Chișinău este de 7 ori mai mare decât numărul de zboruri spre oricare altă destinație internă locală cea mai populară

Pe parcursul istoriei exploatării Aeroportului Bălți-Oraș, principalele companiile aeriene care au efectuat zboruri regulate și charter pe/de pe Aeroportul Bălți-Oraș spre aproximativ 30 diferite destinații sovietice și interne moldovenești au fost Aeroflot, Moldaeroservice și Air Moldova. Moldaeroservice a fost ultimul operator care a activat pe Aeroportul Bălți-Oraș.Din 1992 nu mai zboară avioane spre toate destinații.
Serviciile directe au fost asigurate pe zona extinsă a fostelor republicilor sovietice socialiste și pe rețeaua internă a localităților în Moldova sovietică. 

## Incidente

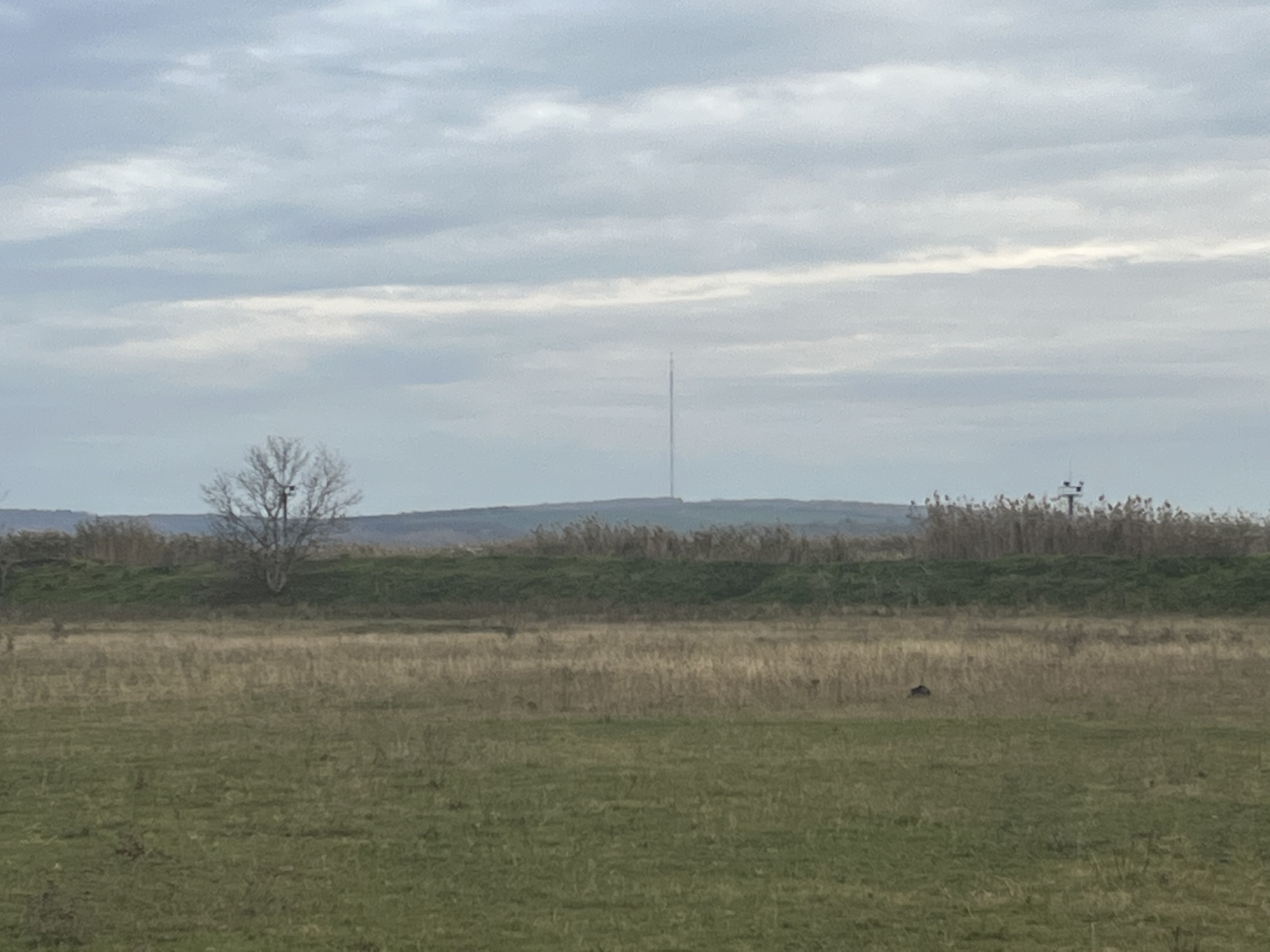
Turnul TV din Mîndreștii Noi - vedere de la capătul pistei de aterizare de la Aeroportul Bălți-Oraș

- La 1 martie 1950, un avion Lisunov Li-2 s-a prăbușit la Bălți. Avionul s-a prăbușit la decolarea de la Aeroportul Bălți-Oraș, ucigând trei piloți ai bombardierului Li-2 în timp ce efectuau un zbor de antrenament. Avionul a lovit un deal din apropierea satului Mîndreștii Noi, unde se află acum turnul de televiziune[15], pe o ninsoare abundentă și vizibilitate zero. Piloții au cerut anularea zborului, iar managerul de zbor a refuzat: "Nu, asta e, Odessa nu anulează, continuați să zburați". Avionul accelera pe cea mai lungă pistă, "se pare că nu au reușit să obțină suficientă accelerație și altitudine". Cei doi piloți aflați în față, în cabina de pilotaj, au supraviețuit. În partea din spate a avionului, inginerul de zbor Mihail Ivanov, navigatorul Myakotin și mitraliorul-radiolog Nikolay Fedorov, toți trei au murit. Comandantul Khestanov a suferit răni minore, în timp ce copilotul Ivan Kravtsov a petrecut un an într-un spital din Odessa. "Membrii decedați ai echipajului au fost îngropați de întregul oraș. Au fost înmormântați în clubul piloților, care acum este un tribunal municipal (la Bălți exista clubul piloților între strada Păcii și strada Moscovei)." Toți cei trei au fost îngropați în cimitirul de pe strada Decebal. Apoi, văduva lui Myakotin a dus rămășițele soțului ei acasă, iar mai târziu, când a fost creată îngropare militară într-un cimitir nou pe strada Gagarin din Bălți, rămășițele lui Ivanov și Fedorov au fost reînhumate tot în noul cimitir.[4]

- La 10 decembrie 1961, a avut loc un accident în care a fost implicat un tehnician de aeronave din cadrul regimentului de aviație civilă nr. 253 al Regimentului de aviație combinată Chișinău. După ce a efectuat trei zboruri de dimineață de pe Aeroportul Bălți-Oraș, tehnicianul de aeronave a vizitat cantina și s-a aflat într-o stare de ebrietate alcoolică înainte de a începe pregătirile pentru zborul cu Antonov An-2 (numărul de înmatriculare rusă СССР-41928). Pilotul suspendat a fost instruit să pregătească aeronava An-2 pentru zborurile de antrenament. El a fost asistat de un tehnician de avionică împreună cu un mecanic de aeronave, știind că tehnicianul era beat. Ca urmare a neglijenței sale, în avionul au accesat persoane străine care vizitau unul dintre lucrătorii aeroportului. Tehnicianul a pornit motorul și a plecat la decolare împreună cu pasagerii care se aflau întâmplator în avion. În timpul rulajului, s-a încercat o încercare de a opri avionul de către pilotul comandant și copilotul, care au încercat să sară în avion, dar au fost spulberate de jetul de elice al avionului. Tatăl unui pasager minor a încercat, de asemenea, să intre în avionul în mișcare. Comandantul aeroportului și controlorul de aeroport, prin comunicarea radio, au încercat să-l convingă pe tehnicianul aeronavei să oprească rulajul la sol și abia după decolare, la ora 11:25, tehnicianul de aeronave a început să răspundă la radio, folosind cuvinte obscene. Au fost efectuate două apropieri simulate deasupra aerodromului. Văzând acest lucru, comandantul aeroportului a dat instrucțiuni de a opri complet accelerația și de a ateriza. Cu toate acestea, tehnicianul de aeronave accelera și urca în altitudine de fiecare dată din nou. Zburând la joasă altitudine deasupra orașului, aeronava a lovit cu aripa inferioară stângă stâlpul liniei electrice, doborând o parte din aripă armata și stâlpul (strut) întins interplanar al aripei. Apoi, după ce a lovit stâlpii în alte două locuri, aeronava a distrus lonjeronul stâng al trenului de aterizare și, pierzând viteză, s-a prăbușit pe o stradă din oraș la ora 11:43. După prăbușire, un martor a deschis rapid ușa și a sărit din avion, primul fiind băiatul, urmat de inginerul aeronavei. Avionul a luat foc și a izbucnit în flăcări. Tehnicianul de aeronave nu a fost rănit. Pasagerii au fost ușor răniți. Nu au existat răniți la sol.[16]

## Galerie

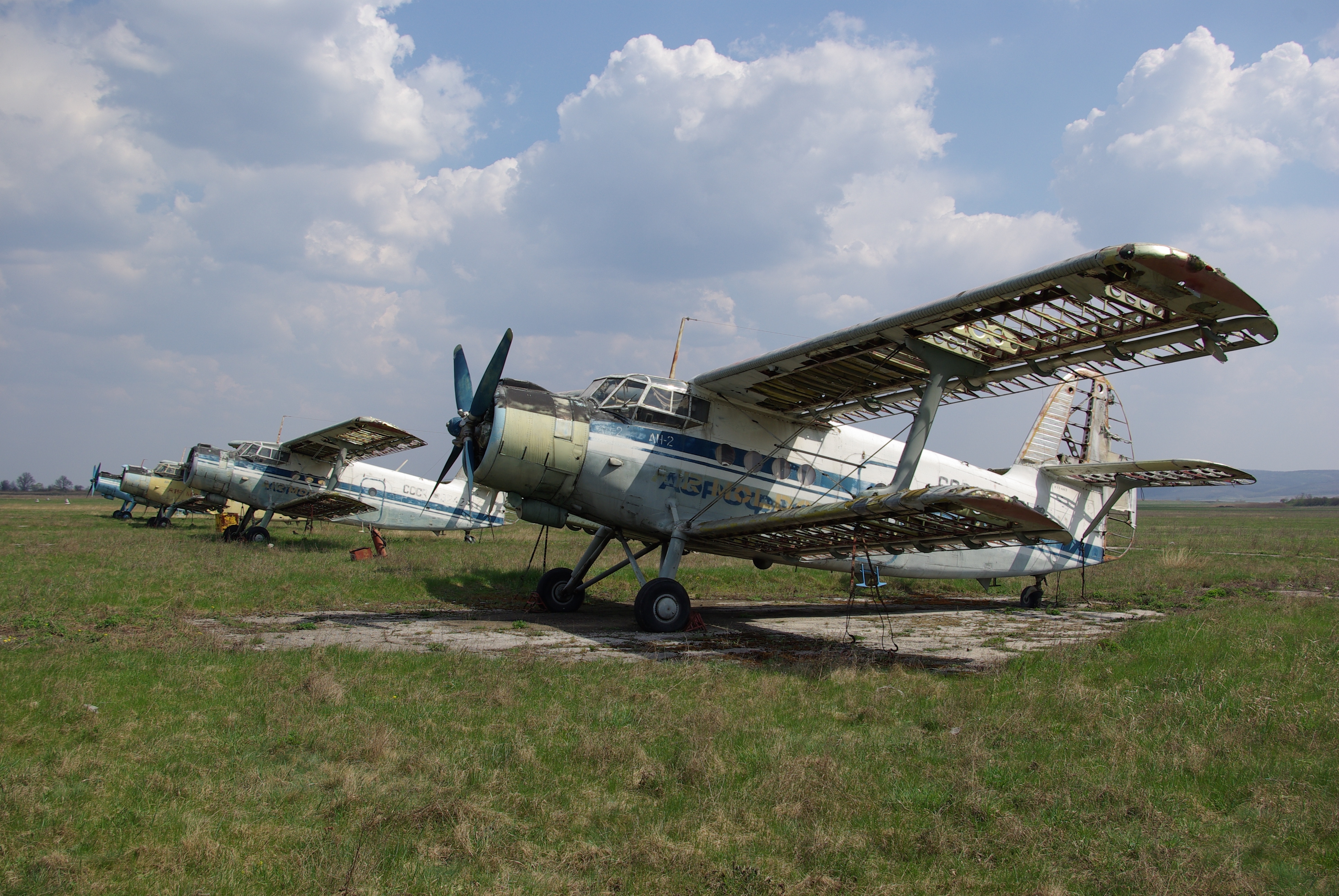
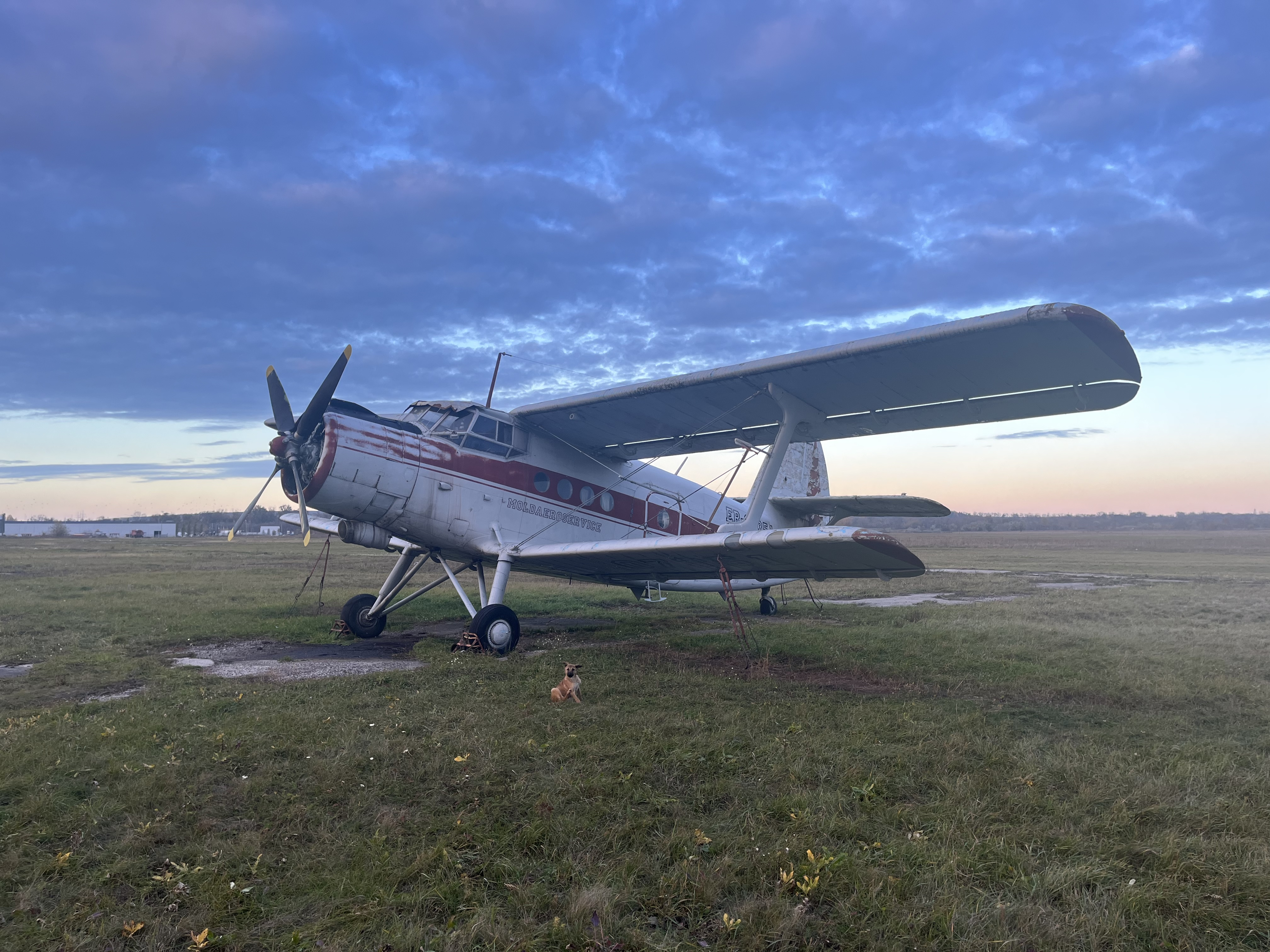
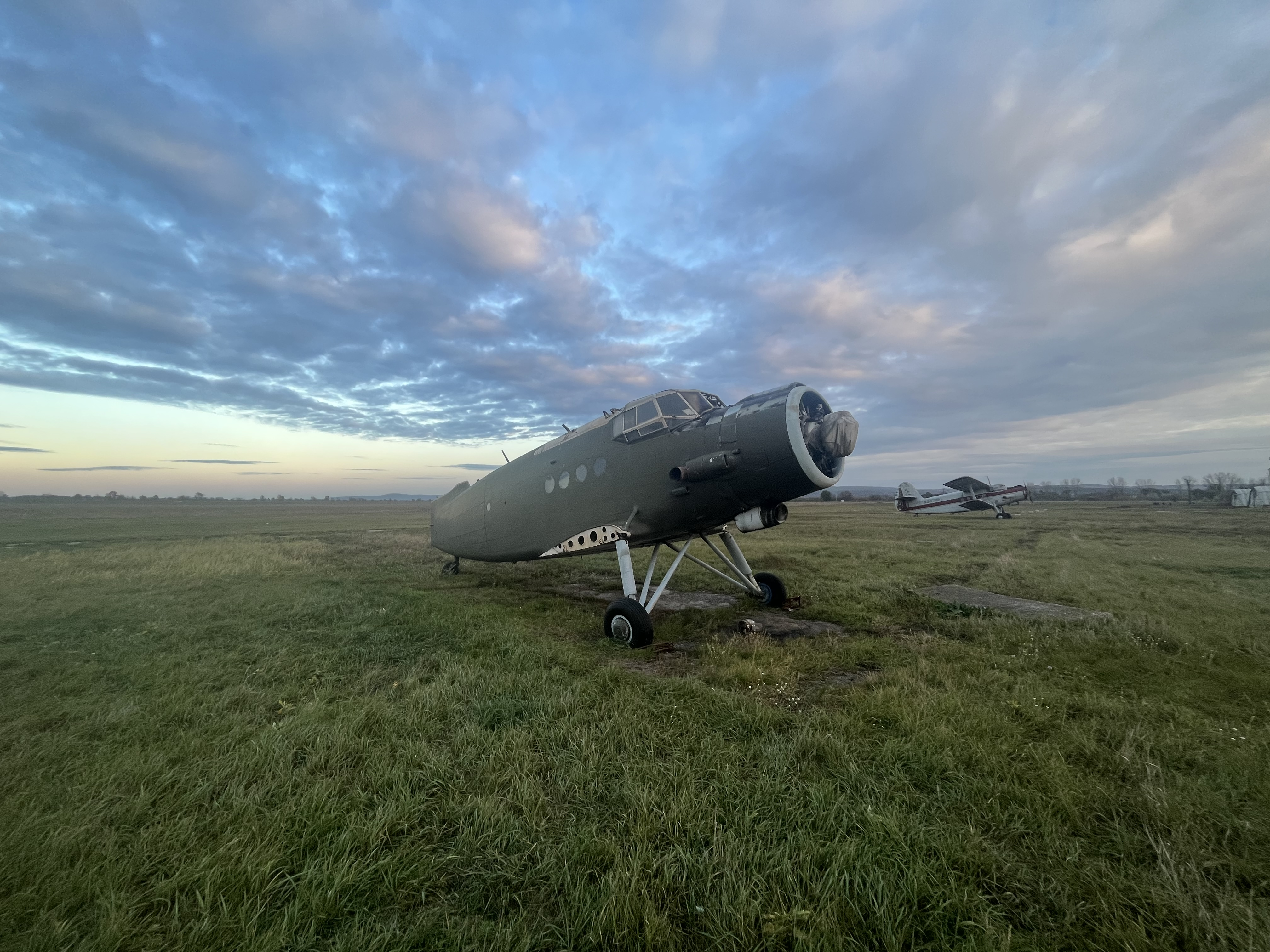
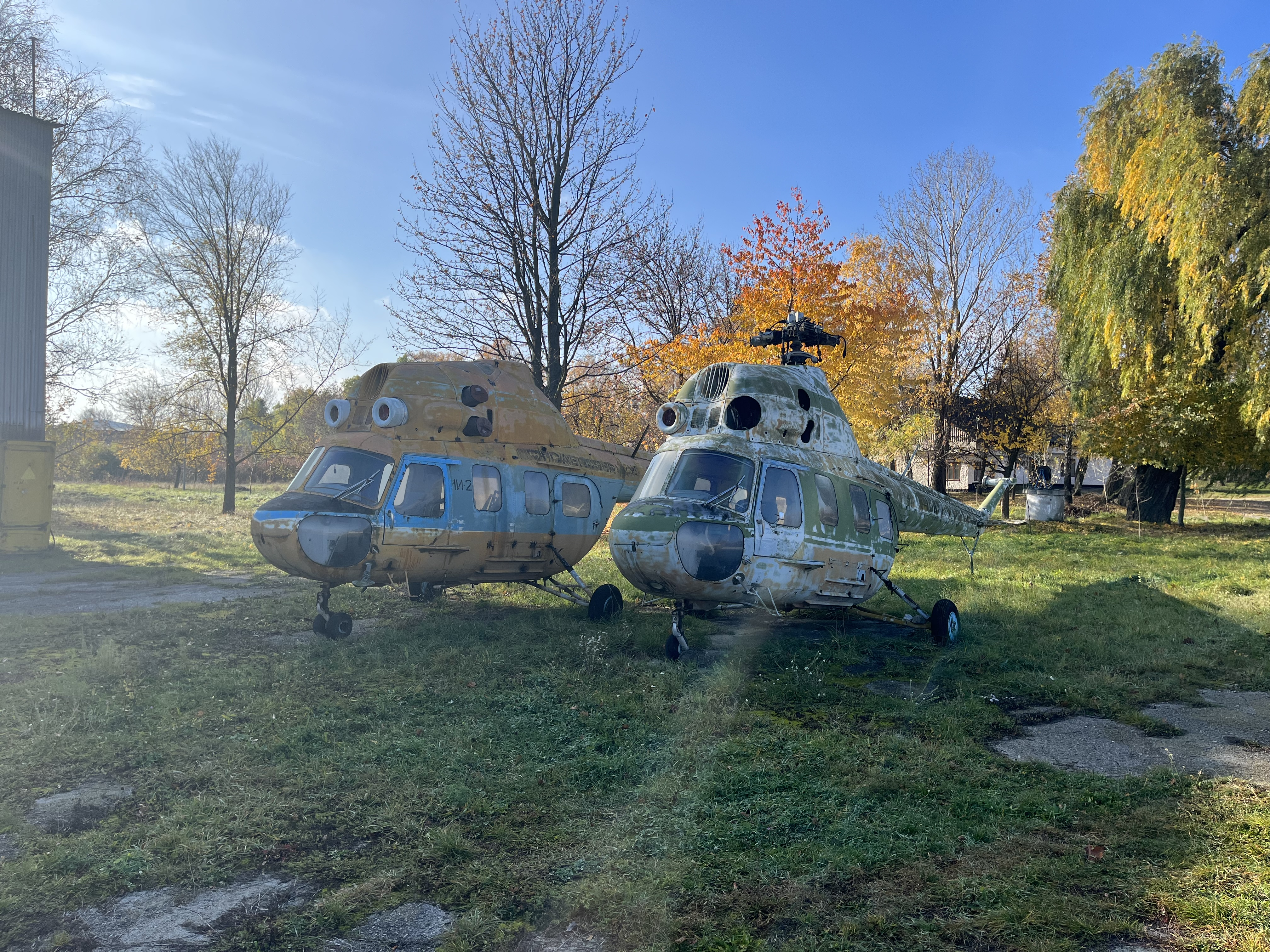
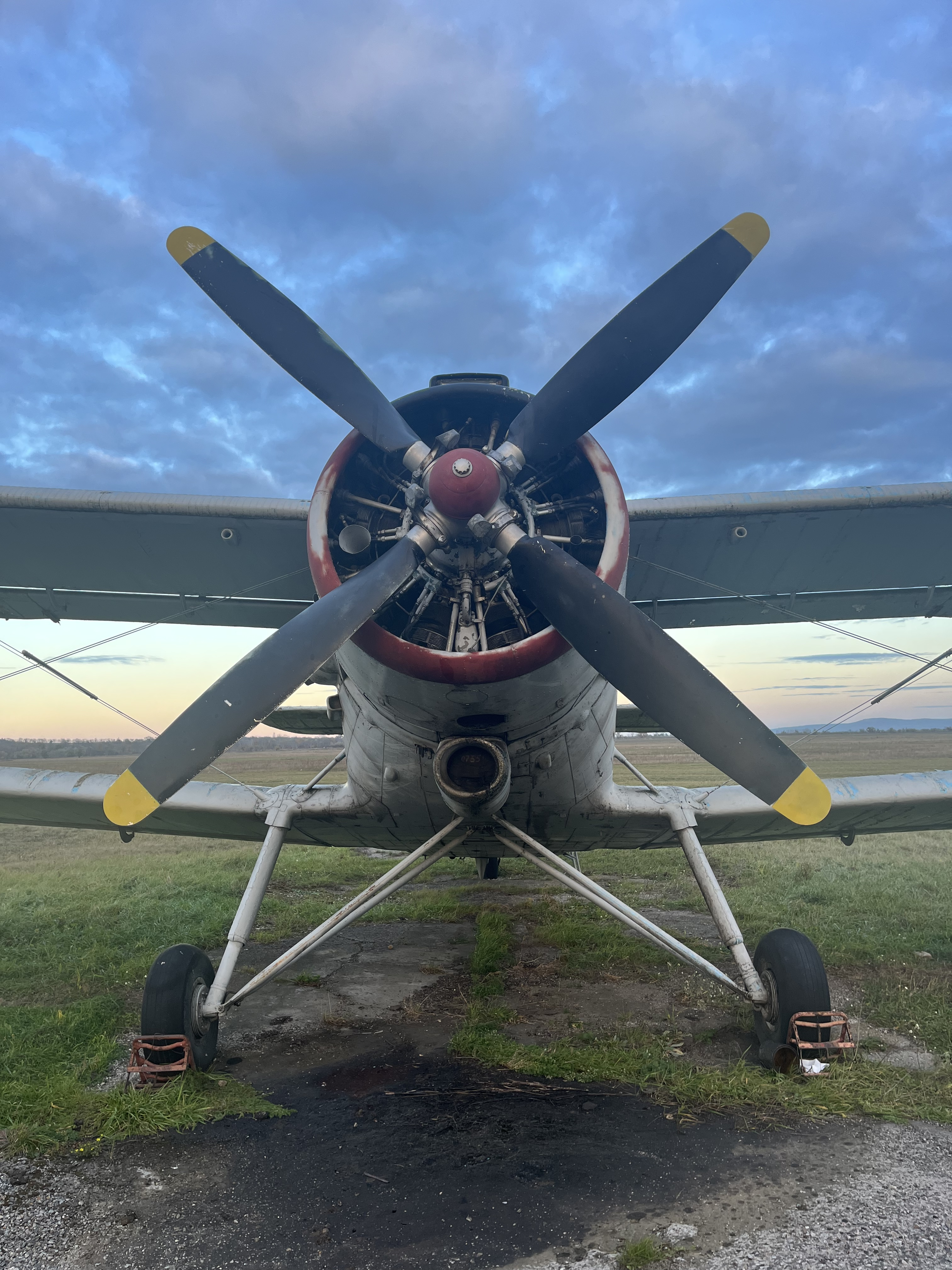
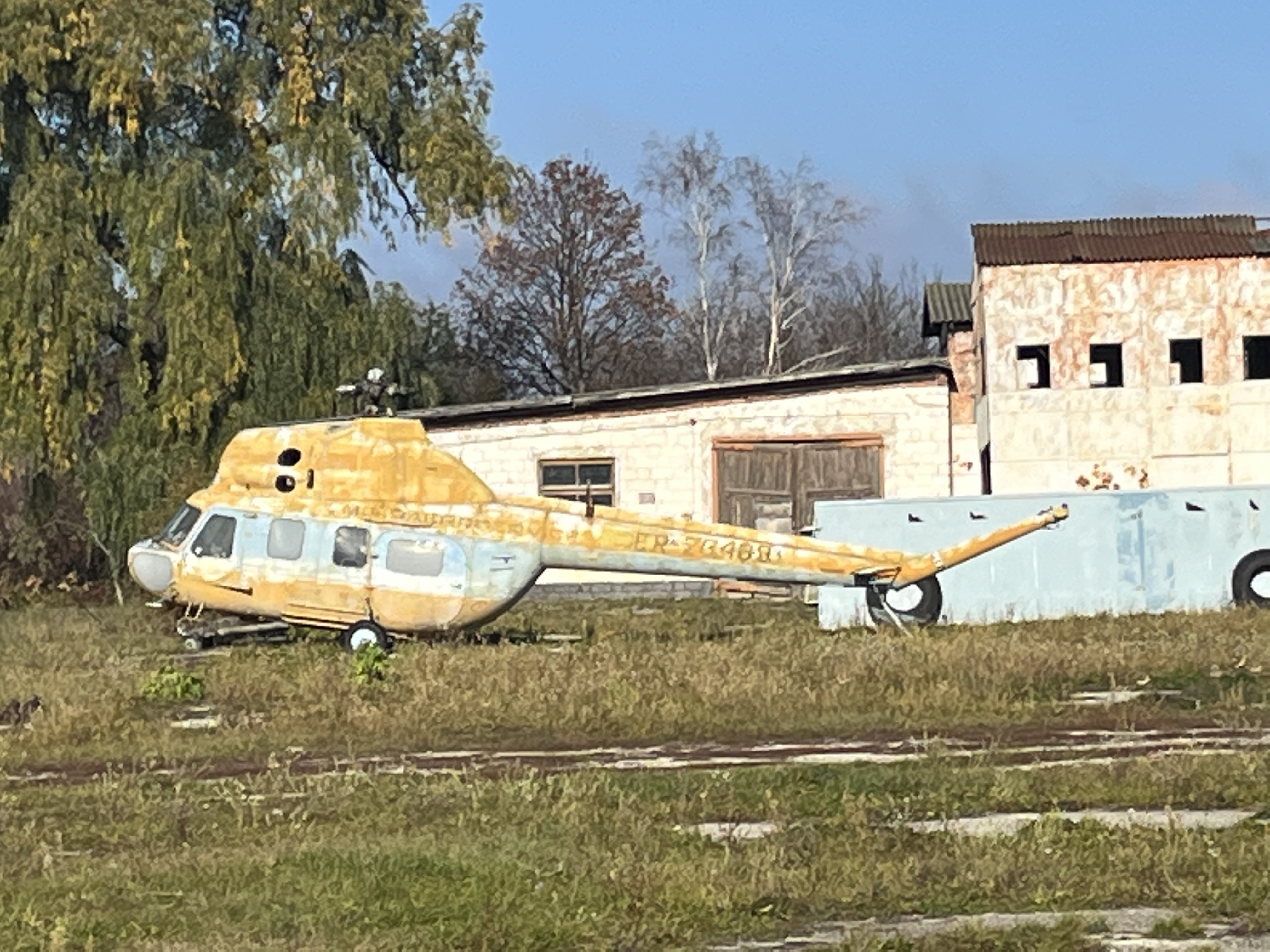
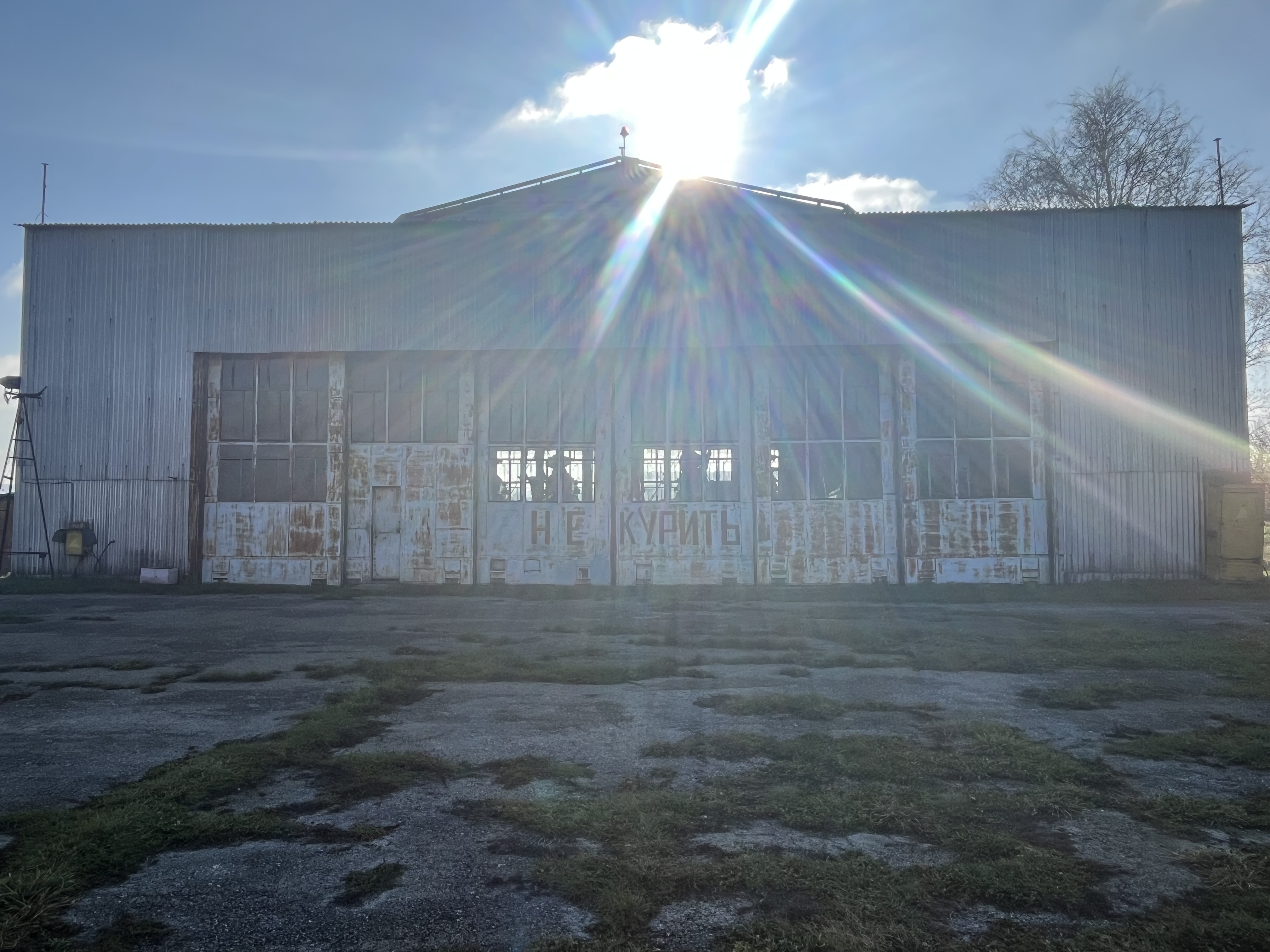